# Ectopimorpha hiulca
Ectopimorpha hiulca är en stekelart som först beskrevs av Cresson 1877.  Ectopimorpha hiulca ingår i släktet Ectopimorpha och familjen brokparasitsteklar. Inga underarter finns listade i Catalogue of Life.